# 顧憲之
顧憲之（?—?），字士思，吳郡吳人。
祖父顧覬之，曾官湘州刺史。顧憲之永明六年，曾任州郡從事，舉秀才，累遷太子舍人。元徽中為建康令，時人稱他神明。建元元年（479年），晉升為衡陽內史。

## 延伸阅读
[在维基数据编辑]
 《梁書·卷52》，出自姚思廉《梁書》